# アンナとシャム王
『アンナとシャム王』（アンナとシャムおう、Anna and the King of Siam）は、1946年のアメリカ合衆国のドラマ映画。
監督はジョン・クロムウェル、出演はアイリーン・ダンとレックス・ハリソンなど。
原作はマーガレット・ランドンが1944年に発表した、アナ・リオノウンズのシャム宮廷での家庭教師（ガヴァネス）の経験を描いた小説『アンナとシャム王』。
ハリソンにとっては初のアメリカ映画出演作品である。
1956年にミュージカルリメイクの『王様と私』（舞台は1951年初演）、1999年にリメイクの『アンナと王様』が製作された。
第19回アカデミー賞では5部門にノミネートされ、うち撮影賞（白黒）と美術賞（白黒）を受賞した。

## キャスト
- アンナ: アイリーン・ダン
- モンクット王: レックス・ハリソン
- タプティム: リンダ・ダーネル - ビルマ人侍女。
- クララホーム: リー・J・コッブ
- ティアン王妃: ゲイル・ソンダガード

## スタッフ
- 監督：ジョン・クロムウェル
- 製作：ルイス・D・ライトン（英語版）
- 脚本：タルボット・ジェニングス（英語版）、サリー・ベンソン（英語版）
- 音楽：バーナード・ハーマン
- 撮影監督：アーサー・C・ミラー
- 編集：ハーモン・ジョーンズ（英語版）
- 美術：ウィリアム・S・ダーリング（英語版）、ライル・ウィーラー
- 装置：トーマス・リトル（英語版）
- 衣裳：ボニー・キャッシン

## アカデミー賞受賞・ノミネーション
- 受賞
  - 撮影賞（白黒）：アーサー・C・ミラー
  - 美術賞（白黒）：ウィリアム・S・ダーリング（英語版）、ライル・ウィーラー、トーマス・リトル（英語版）、フランク・E・ヒューズ（英語版）
- ノミネーション
  - 助演女優賞：ゲイル・ソンダガード
  - 脚色賞：タルボット・ジェニングス（英語版）、サリー・ベンソン（英語版）
  - 作曲賞：バーナード・ハーマン